# Didier Theys
Didier Theys (ur. 19 października 1956 roku w Nivelles) – belgijski kierowca wyścigowy.

## Kariera
Theys rozpoczął karierę w międzynarodowych wyścigach samochodowych w 1979 roku od startów w Holenderskiej Formule Ford 1600, gdzie jednak nie zdobywał punktów. W późniejszych latach pojawiał się także w stawce Formuły Ford 1600 Euroseries, Francuskiej Formuły Renault, Festiwalu Formuły Ford, Europejskiej Formuły 3, Grand Prix Monako, Francuskiej Formuły 3, Niemieckiej Formuły 3, FIA World Endurance Championship, Europejskiej Formuły 2, Grand Prix Makau, Amerykańskiej Formuły Super Vee, World Sports-Prototype Championship, World Touring Car Championship, IndyCar World Series, American Racing Series, IMSA Camel GTP Championship, European Touring Car Championship, 24-godzinnego wyścigu Le Mans, IMSA World Sports Car Championship, International Sports Racing Series, Sports Racing World Cup, Grand American Rolex Series, American Le Mans Series, Le Mans Endurance Series, Mil Milhas Brasil oraz Le Mans Series.
W Europejskiej Formule 2 Belg startował w latach 1983-1984. W pierwszym sezonie startów nie zdobywał punktów. Rok później Theys wystartował w siedmiu wyścigach. Uzbierane łącznie trzy punkty dały mu jedenaste miejsce w końcowej klasyfikacji kierowców.